# Simonsaari (ö i Södra Savolax, Pieksämäki)
Simonsaari är en ö i Finland. Den ligger i sjön Vangasjärvi och i kommunen Pieksämäki i den ekonomiska regionen  Pieksämäki ekonomiska region  och landskapet Södra Savolax, i den centrala delen av landet, 260 km norr om huvudstaden Helsingfors. Öns area är 0,3 hektar och dess största längd är 80 meter i öst-västlig riktning.